# کرم شلاقی

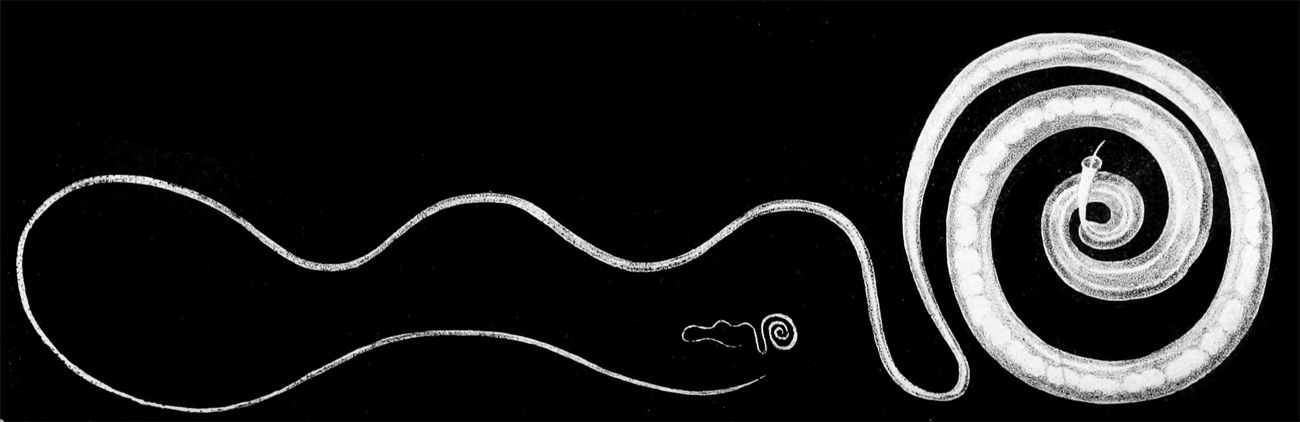
کرم شلاقی

کرم شلاقی (Whipworm) یا تریکوریس تریکیورا (نام علمی: Trichuris trichiura یا Trichocephalus trichiuris) گونه‌ای از نماتودها است. این کرم شکلی شبیه شلاق داشته در روده بزرگ یافت می‌شوند و عفونت کرم شلاقی را باعث می‌شوند. درمان با مبندازول و آلبندازول در ۹۰٪ مواقع موفقیت‌آمیز است.
کرم شلاقی به راسته مویین‌سران Trichocephalida تعلق دارد.

## شیوع و چرخه
این کرم در اکثر نقاط دنیا وجود دارد و نزدیک به یک میلیارد نفر به آن آلوده‌اند. شدت آلودگی در مناطق گرمسیر و مرطوب جهان به‌ویژه در آسیا بیشتر است. آلودگی در بین کودکان شایعتر است.
کرمهای بالغ در روز دو تا ده هزار تخم می‌گذارند که از راه مدفوع دفع می‌شود و پس از دو تا سه هفته بودن در خاک می‌تواند بیماریزا باشد. تخم از راه تغذیه وارد روده باریک می‌شود، لارو کرم در پرزهای روده باریک رشد نموده پس از چند روز به روده بزرگ می‌روند و در آنجا بالغ می‌شوند. محل زندگی کرم بالغ درون کورروده و گاهی راست‌روده است. طول کرم ماده بین ۵۰–۳۵ میلی‌متر و کرم نر کوچکتر و بین ۴۵–۳۰ میلی‌متر است. بدن کرم شامل دو قسمت است: ابتدای کرم باریک و طویل و انتهای بدنش قطور و کوتاه است لذا آن را تریکوسفال نیز می‌نامند. تخم کرم قهوه‌ای و بشکه‌ای با دو سر برجسته است. کرم بالغ گاه سال‌ها در روده زندگی می‌کند.

## علائم و درمان
عفونت خفیف (کمتر از صد کرم) اغلب فاقد علامت است و عفونتهای شدیدتر گاه اسهال، کم خونی، کمبود ویتامین آ و دل‌درد را موجب می‌شوند. درمان با مبندازول و آلبندازول در ۹۰٪ مواقع موفقیت‌آمیز است.